# Massacre da floresta de Medvedev

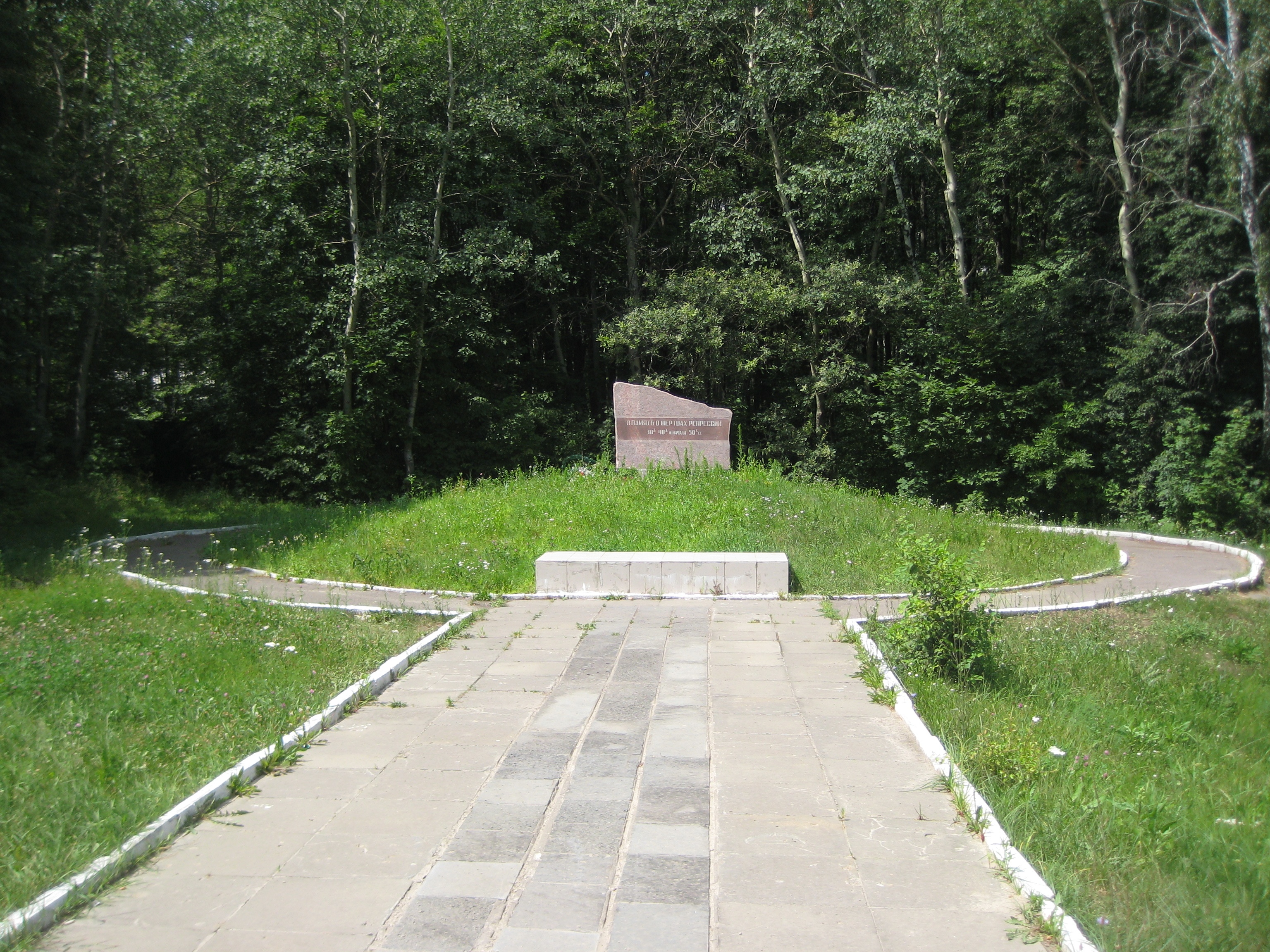
Monumento construído em memória das vítimas da repressão policial na floresta de Medvedev.

O Massacre da Floresta de Medvedev foi uma execução em massa na União Soviética realizada pelo NKVD em 11 de setembro de 1941. Apenas três meses após a invasão alemã da União Soviética, 157 prisioneiros políticos encarcerados na prisão de Oryol foram executado na floresta de Medvedev, fora de Oryol, por ordem pessoal de Joseph Stalin. Entre as vítimas estão Christian Rakovsky, Sergei Efron, Olga Kameneva, Garegin Apresov, Maria Spiridonova e Dmitry Pletnyov (um médico famoso que foi condenado a 25 anos no julgamento forjado). Em 1941, a prisão de Oryol continha cerca de 5.000 prisioneiros políticos. Esta execução foi um dos muitos massacres de prisioneiros cometidos pelo NKVD em 1941.
Em 5 de setembro de 1941, por ordem de Lavrentiy Beria, o NKVD compilou uma lista de 170 prisioneiros de Oryol a serem executados. Beria afirmou que eles eram "a parte mais furiosa dos presos" e que "realizavam agitações derrotistas e tentavam organizar fugas com o objetivo de retomar as atividades clandestinas". A lista foi enviada a Stalin, que a aprovou. Em 8 de setembro, Vasiliy Ulrikh (como presidente do colégio), Dmitri Kandybin e Vasiliy Bukanov, sem qualquer litígio e sem qualquer investigação, condenou 161 pessoas à morte. No momento da execução, alguns dos membros da lista haviam morrido ou foram transferidos; alguns foram lançados. Boris Borovich, que fora justificado de jure, mas fora preso por razões desconhecidas, foi executado. Muitos dos executados eram estrangeiros, incluindo Fritz Noether, cuja libertação até Albert Einstein havia exigido.